# Brian Shawe-Taylor
Pas d'image ? Cliquez ici
Brian Shawe-Taylor (né le 29 janvier 1915 à Dublin et décédé le 1er mai 1999) est un pilote anglais de course automobile, ayant débuté en compétition en 1939. Courant principalement en Angleterre, il disputa deux Grands Prix de championnat du monde en 1950 et 1951. Un grave accident au Trophée Goodwood en septembre 1951 mit un terme à sa carrière.